# Leonard Bolc

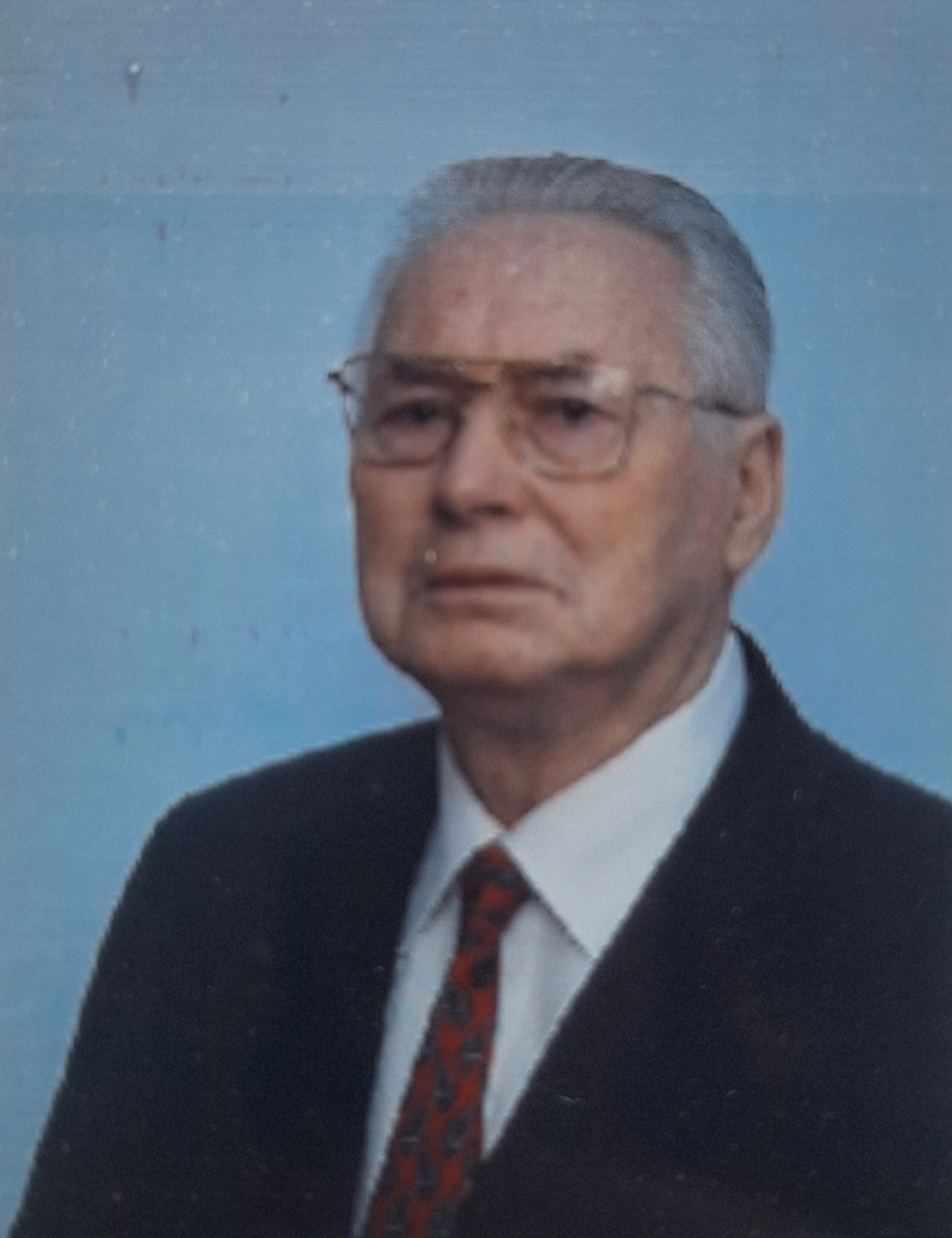

Leonard Zygmunt Bolc (ur. 18 czerwca 1934r. w Zelkach, zm. 22 października 2013 r. w Warszawie) – polski informatyk, prof. dr hab., specjalista w zakresie sztucznej inteligencji.
Ukończył studia filologiczne na Uniwersytecie im. Adama Mickiewicza w Poznaniu w 1958 roku. W 1964 uzyskał tam stopień doktora, a następnie, po badaniach prowadzonych m.in. na Uniwersytecie w Münster i Uniwersytecie w Bonn w Niemczech, habilitował się na podstawie pracy dotyczącej maszynowej analizy języka naturalnego. W 1993 roku otrzymał tytuł profesora nauk technicznych w zakresie informatyki.
Jego kariera naukowa była ściśle związana z rozwojem informatyki w Polsce i Europie. W latach 60. i 70. przebywał na zagranicznych stażach naukowych, m.in. w Technicznym Uniwersytecie w Dreźnie, gdzie współtworzył metody cyfrowego generowania głosu dla urządzeń fonicznych wykorzystywanych w systemach informacyjnych.
Po powrocie do kraju związał się z Uniwersytetem Warszawskim, gdzie od 1971 roku kierował Zakładem Analizy i Syntezy Informacji Instytutu Informatyki. W 1987 rozpoczął pracę w Instytucie Podstaw Informatyki PAN, gdzie zajmował się badaniami nad sztuczną inteligencją i kierował zespołem pracującym nad metodami przyjaznej interakcji człowieka z komputerem.
Był promotorem kilkudziesięciu prac magisterskich oraz sześciu prac doktorskich. Wielu jego wychowanków kontynuuje karierę naukową na uczelniach w Polsce i za granicą.
Był redaktorem i współredaktorem kilku międzynarodowych serii wydawniczych, m.in. „Natural Communication with Computer” (McMillan Publishers i Carl Hanser Verlag) oraz „Symbolic Computation” (Springer-Verlag), w których ukazały się liczne monografie z zakresu sztucznej inteligencji i języków formalnych. Współautor dwóch znaczących monografii: Search Methods in Artificial Intelligence (Academic Press, 1992) oraz Many-Valued Logics. Theoretical Foundations. Automated Reasoning and Practical Applications (Springer-Verlag, 1992).
Jako edytor Akademickiej Oficyny Wydawniczej PLJ/EXIT w Warszawie odpowiadał za wydanie kilkudziesięciu monografii naukowych i podręczników akademickich nagradzanych przez Ministra Edukacji Narodowej.
Opublikował ok. 30 artykułów w międzynarodowych czasopismach naukowych. Był członkiem rad redakcyjnych renomowanych czasopism informatycznych, m.in. International Journal of Man-Machine Studies, Journal of Symbolic Computation, New Generation Computing i Artificial Intelligence Review. Uczestniczył w komitetach programowych licznych międzynarodowych konferencji, takich jak European Conference on Artificial Intelligence czy Association for Computational Linguistics.
Otrzymał liczne nagrody rektorskie Uniwersytetu Warszawskiego i Wyższej Szkoły Pedagogicznej w Częstochowie. Wyróżniony medalem „Bene Merentibus” Wydziału Matematyczno-Przyrodniczego WSP w Częstochowie za wkład w organizację studiów informatycznych.
Zmarł 22 października 2013 r. w Warszawie.